# Passi (Beckett)
Passi (Footfalls) è un dramma scritto da Samuel Beckett.
Beckett iniziò a lavorare su questa pièce il 2 marzo 1975, mentre dirigeva Aspettando Godot (En Attendant Godot), allo Schillertheater di Berlino.
La prima assoluta di Passi andò in scena nel maggio del 1976 al Royal Court Theatre di Londra, durante il festival organizzato per i settant'anni di Beckett. Il ruolo della protagonista fu affidato all'attrice britannica Billie Whitelaw, per la quale l'autore aveva pensato il testo. Beckett ne fu il regista.
La prima italiana, diretta da Romolo Valli e interpretata da Luisa Rossi andò in scena nel luglio 1977 al XX Festival di Spoleto.
La pièce, che dura solamente 15 minuti, fu concepita per essere un meccanismo basato su una sincronia di suoni, luci, movimento e parole, il tutto diviso in tre parti ideali, scandite dalla musicalità del dramma, musicalità messa in risalto, nel testo originale, da accorgimenti ritmici come allitterazioni e ripetizioni.

## Trama
(Samuel Beckett su Revue d'Esthétique)
Ogni parte si apre con il suono di una campana.

La luce illumina gradualmente una striscia lungo la quale May, "capelli grigi scarmigliati, logoro scialle grigio lungo fino ai piedi, strascicante" si muove, nove passi avanti e nove passi indietro, continuamente. "La camminata dovrebbe essere come un metronomo", dichiarò Beckett, "la lunghezza dovrebbe misurare esattamente nove secondi".
May cammina nella stanza parlando con la madre morente (o forse già morta), voce fuori campo, "che giunge dal fondo e dal buio". Poiché questa figura rimane costantemente fuori dalla scena, lo spettatore è portato a pensare che forse si tratta solo di una proiezione della mente di May. Le voci delle due donne sono basse e lente. May chiede alla madre se ha bisogno che lei le faccia un'altra iniezione o che le cambi posizione. Ad entrambe le domande la madre risponde "Sì, ma è troppo presto". May parla di tutta un'altra serie di cure, dal raddrizzarle i cuscini al pregare con lei o per lei, come fosse una cantilena. Ancora la madre le risponderà di sì, anche se è troppo presto. May chiede a sua madre la sua età, domanda alla quale questa risponde chiedendole a sua volta "E io?". "Ottantanove, novanta" le risponde la figlia di nuovo chiede alla madre la propria età: "Una quarantina" "Così pochi?", si chiede May. La madre chiede perdono a May per averla avuta tardi e ripete, "perdonami ancora". Frase che sembrerebbe suggerire un difficile rapporto tra le due. Dopo aver parlato della loro età la madre porre alla figlia una domanda cruciale, domanda che verrà ripetuta anche nella chiusura della pièce: "Non la finirai mai... di rimuginare tutto quanto? Tutto quanto. Nella tua povera testa." Sebbene non venga mai esplicitamente chiarito a cosa il "tutto quanto" si riferisca, è facile pensare che il "rimuginare" sia legato all'ossessivo camminare della figlia.
Inizia qui una nuova parte che vede la voce fuori campo della madre parlare con il pubblico. Nel suo monologo la madre parla di quella che potrebbe essere l'infanzia di May. Apprendiamo da questo discorso che qualcosa è accaduto nell'infanzia di May, "quando le altre bambine della sua età erano fuori a... giocare ai quattro cantoni lei era già qui. A fare questo." Dopo l'inizio della sua ossessione, ci dice la madre, May aveva chiesto di far togliere il tappeto che ricopriva il pavimento "adesso nudo" della stanza. Quando la madre aveva chiesto il perché alla figlia questa aveva risposto: "[...] il movimento solo non basta., devo sentir cadere i passi, per quanto leggeri siano".
La madre parla anche della casa d'infanzia di May, la casa dove. (Pausa). La casa dove lei ha cominciato". Riguardo a questa frase, Beckett dichiarò: "stava per dire la casa dove è nata. Ma è sbagliato, lei non è nata. Ha soltanto cominciato. È cominciato. È una cosa diversa. Lei non è mai nata."
Il debole suono di una campana introduce un nuovo stato. May racconta la storia di una "lei", probabilmente May stessa, che "cominciò a camminare", "quando fu come se non fosse mai stata, niente fosse mai stato". Questa "lei" usava entrare nella chiesa vicina, chiesa solitamente chiusa a chiave a quell'ora per mettersi a camminare su e giù. A volte, ci racconta May, si immobilizzava improvvisamente e poi ricominciava a camminare, fino a svanire allo stesso modo in cui era apparsa.
May inizia, poi, a raccontare la storia di una signora Winter (che in italiano significa inverno) e di sua figlia Amy (anagramma di May). La signora Winter, durante la cena, sembra notare qualcosa di strano al Vespro e chiede alla figlia se si sia accorta di nulla. Amy, "una ragazza molto strana, anche se ormai difficilmente la si poteva chiamare una ragazza..." sostiene di non aver notato "nulla di nessun genere, né strano, né in un altro modo". E aggiunge "Io non c'ero". La signora Winter sembra allibita dalla risposta perché sostiene che la figlia era, invece, presente. Si chiede come sia possibile che Amy non ci fosse se l'ha distintamente sentita dire "amen".
Dopo una breve pausa, May comincia a camminare, ma si ferma, esitante, come non fosse sicura di doverlo fare, per poi riprendere a camminare e a raccontare. In questa parte finale del suo narrare, la signora Winter chiama Amy e questa volta è May stessa a rispondere, "Si, mamma" come se Amy fosse diventata May e viceversa. E la signora Winter, a sua volta, pronuncia le stesse parole della madre di May: "Non la finirai mai... di rimuginare tutto quanto? [...] Nella tua povera testa. Tutto quanto."
Il buio avvolge la scena. Un rintocco di una campana in lontananza annuncia una luce fioca che illumina la striscia dove May ha camminato per tutto il tempo, ma: "nessuna traccia di May". La luce rimane per quindici secondi esatti per poi dissolversi, nel buio, come a ricordarci che May non c'è, in realtà, mai stata. O che di lei ve n'è stata, forse, solamente una traccia.

## Edizioni
- Samuel Beckett, Footfalls, Faber and Faber, London 1976
- Samuel Beckett, Pas in Pas suivi de quatre esquisses, Éditions de Minuit, Paris 1978
- Samuel Beckett, Passi, trad. Floriana Bossi, in Racconti e teatro, Einaudi, Torino 1978, pp. 53–62; poi in Teatro completo, Einaudi-Gallimard, Torino 1994, pp. 451–58